# فلسفه کره‌ای
فلسفه کره‌ای (به انگلیسی: Korean philosophy)، بر کلیتِ جهان‌بینی متمرکز شده‌است. برخی از جنبه‌های شامونیسم، بودایی و نئوکنفوسیونیسم در فلسفه کره‌ای ادغام شده‌اند. تفکر سنتی کره‌ای در طول سال‌ها از تعدادی دین و نظام‌های فکری-فلسفی متأثر شده‌اند. تفکراتی که بیشترین اثرگذاری‌ها را بر روی زندگی در کره داشته‌اند شامل این موارد اند: شامونیسم کره‌ای، تائوئیسم کره‌ای، بودیسم کره‌ای، کنفوسیوس گرایی کره‌ای و جنبش‌های سیلهاک. تفکرات فلسفی مختلف غربی از قرن بیستم میلادی بدین سو بر روی محیط آکادمیک، سیاست و زندگی روزمرهٔ کره‌ای‌ها تأثیر قدرتمندی داشته‌است.

## آیین بودایی

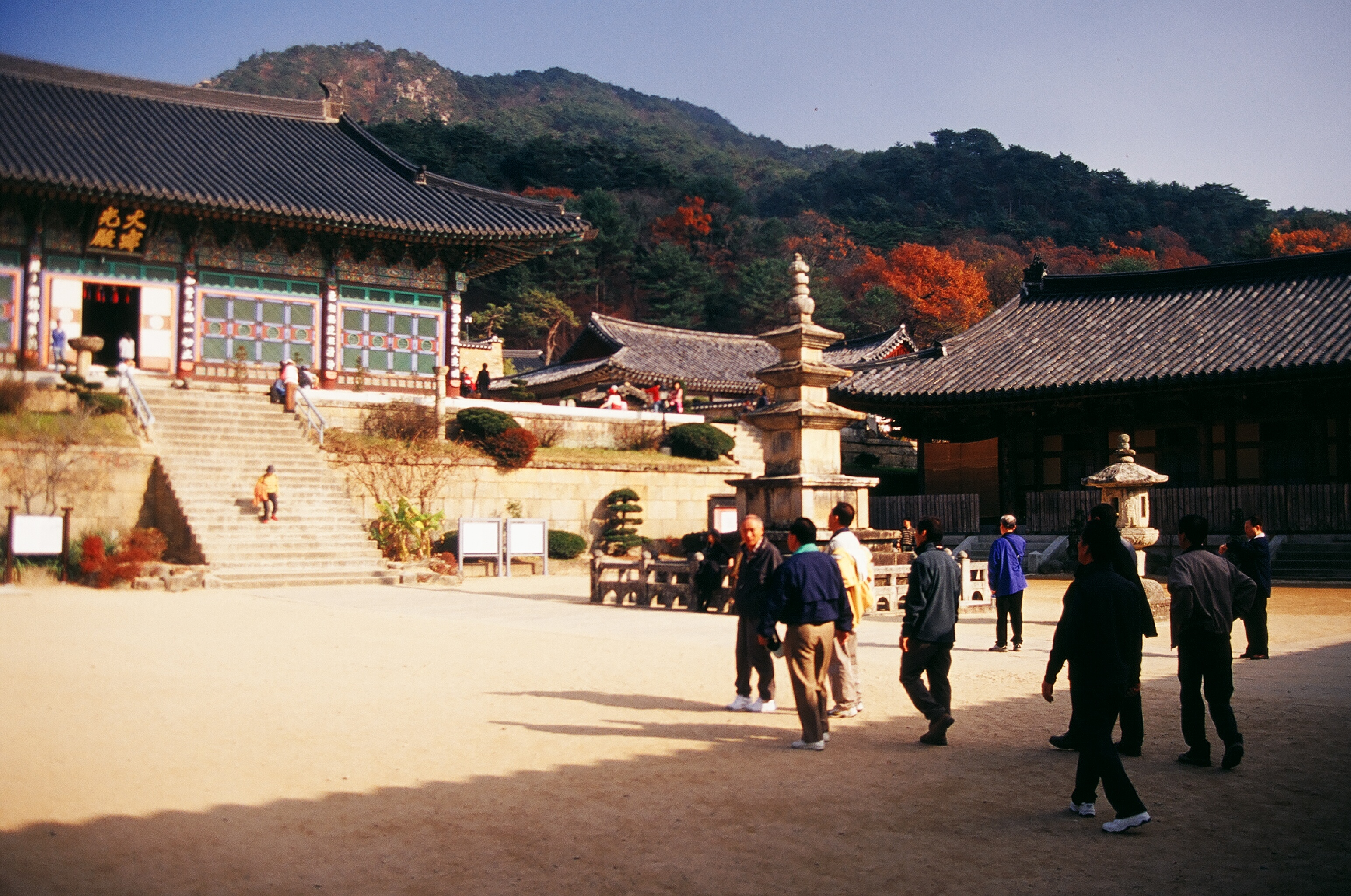
هائینسا یکی از معابد بودایی در جنوب گیونگ‌سانگ است.

متفکران بودایی کره‌ای، ایده‌هایی را که در اصل از چین معرفی شده بودند را به شکل متمایزی معرفی نمودند. سه پادشاهی کره، آیین بودایی را به ژاپنمعرفی نمودند و از آنجا در غرب به شهرت رسید. آیین بودایی کره‌ای عمدتاً از دودمان سئون متشکل شده که ریشه در آیین بودایی چان (ذن) در چین داشته و پیش‌ساز آیین بودایی ذن است که در غرب از طریق ژاپن شناخته می‌شود.
معابد بودایی را در اکثر نقاط کشور کره می‌توان یافت که بیشتر آنها نیز به عنوان گنجینه ملی شناخته می‌شوند.

## کنفوسیونیسم
یکی از تفکراتی که معرفی اش اثرات قابل توجهی در تاریخ فکری کره داشته‌است، افکار کنفسیوسی است که به عنوان بخشی از تبادل فرهنگی با چین وارد کره شد. امروزه میراث کنفوسیونیسم همچنان به عنوان بخش اساسی از جامعه کره باقی‌مانده و نظام اخلاقی، روش زندگی، روابط اجتماعی میان پیر و جوان و فرهنگ والای کره را شکل می‌دهد. و حتی طی فرایند مدرن سازی نظام حقوقی نیز توانسته خود را نجات دهد.

## مکاتب فکریِ دورهٔ چوسان
این دودمان از میان دیکتاتورهای نظامی و هرج و مرج عصر پیشین ظهور کرد. گذار در این عصر از آیین بودایی به یک رویکرد آزادانه، یعنی نئو کنفوسیونیسم بود. کارهای زیادی به ویژه در بخش تقریظ صورت گرفت، و مکتب چو هسی در واقع نشانگر عصر طلایی در فلسفه دینی کره بود. در تحقیقات متافیزیکی در این زمان رابطه میان اصل (i) و نیروی مادی/حیاتی (ki)، و همچنین رابطه میان چهار آغاز (سدان) و هفت احساس (چلچانگ) بررسی گردید؛ و کنفوسیونیست‌های چوسئون به دو مکتب پیشتاز تقسیم شدند: یکی بر مبنای «نیرو» و یکی بر مبنای «اصول». فیلسوف هوادام (سوه کیانگدوک،‏ بین ۱۴۸۹–۱۵۴۶ میلادی) به سوی یکپارچه‌سازی i و ki پیشرفته و از هماهنگ عظیم (تایهوا) صحبت نمود.
در «مناظره چهار-هفت با کی دیوسونگ» ، توگی (یی هوانگ، بین ۱۵۰۱–۱۵۷۰ میلادی)، با این وجود که هنوز هم دوگانه گرا بود، با طرفداری از اینکه i و ki به صورت متقابل از همدیگر نشأت می‌گیرند خود را از چو هسی متمایز ساخت. در رابطه به هفت، هنگامی که ki تجلی یابد، i بر روی ki سوار می‌شود. گرچه که او در ارتباط با ایدهٔ توگی مبنی بر نشأت گرفتن ki از پس i به صورت دوگان، نظر منتقدانه‌ای داشت، یولگوک (یی ال، بین ۱۵۳۶–۱۵۸۴ میلادی) نظریه مجزا بودن چهار-هفت توگی را نقد می‌نمود، اما روایت توگی از اینکه اصل نیرو را به حرکت می‌آورد را پذیرفت: بر اساس شواهد «همجوشی شگفت‌انگیز» (میوهاپ). از نظر یولگوک، طبیعت بکر (i) و طبیعت فیزیکی (ki) در طبیعت انسان با هم متحد می‌شوند. توگی و یولگوک، که افکارشان در همجوشی مسالمت آمیزی قرار داشت، مرحله نو-کنفسیوسیسمِ آسیای شرقی را با به نمایش قرار دادن گویش چابکی در برشمردن مفاهیم i و ki تشکیل دادند، مفاهیمی که میان چینی‌ها روشن و شفاف نشد.
توگی همچنین مفهوم تک-ذهنی (کیونگ) نئو-کنفوسونیستی را توسعه داد، مفهومی که ظهور اومانیسم صریح و بود و این مسئله در رد کل «حکم آسمانی» (چونمیونگ) هم نشان داده شده که هنوز هم در فلسفه چینی، شامل چو هسی هم آثارش دیده می‌شود. توگی کیونگ، حس کهن کره‌ای مبنی بر «تلاش‌های اعلا، صمیمیت و جانسپاری را به بار می‌آورد» (چیسونگ) را با مفهوم کنفسیوسی «نگهداشتن سریع در ذهن» (جیک-یونگ) ترکیب نمود؛ او تلاش خود افراد برای ایجاد زندگی معنادار را تشویق می‌کرد. بخصوص، مفهوم تک-ذهنیتی او، اثرات پایداری بر روی تفکر نو-کنفسیوسی دورهٔ توکوگاوای ژاپن برجای گذاشت.
هر نئو کنفوسیونیست کره‌ای، تفکر توگی پیرامون تک-ذهنیتی را ترویج نمود که نشاندهنده بوجود آمدن خوی جدیدی در تکوین تفکر نئو-کنفوسیونیسم کره‌ای بود: پیوند متافیزیکی و فیزیکی بهتر است از طریق عمل تشریح گردد تا گمانه زنی، چون ممکن ست همانند جنبهٔ عملی آن مهم باشد. این همان نقطه‌ای است که یولگوک، صداقت (سونگ) را با تک-ذهنیتی ادغام نمود. این مسئلهٔ است که نئو کنفوسیونیسم کره‌ای را از مکتب چینگ-چو چینی، که بیش از حد وابسته به گمان پردازی بود، متمایز ساخت.
طی دوره متأخر چوسان، سیلهاک که نوعی از نئو کنفوسیونیسم است، در اواخر دوره چوسون ظهور کرد. یکی از سرشناس‌ترین فیلسوفان سلهاک جیونگ یاکیونگ بود.

## فلسفه غربی در کره، ۱۸۹۰–۱۹۴۵ میلادی
آنهایی که جهت فراگیری دانش به ژاپن فرستاده شده بودند، با دانش محدودی از فلسفه غربی، به عنوان یک کل، برگشتند. گرچه که تأثیرات تعالیم آلمانی بر روی ژاپن منجر شد تا اشتیاق به ایدئالیست‌های آلمانی، به استثنای مارکس، هگل و دیالکتیسین‌ها در کره از طریق دانش غیر مستقیم آغاز شود.
تأثیرات قوی مسیحیت «کلیسای پایین» از طریق مکاتب بشارتی، باعث شد تا فلسفه آمریکایی سبک YMCA عملاً از دهه ۱۸۹۰ میلادی به بعد وارد کره گردد. بحث مسیحیت کره‌ای و فلسفه مسیحیت کره‌ای موضوع پیچیده‌ای با شاخه‌های متعدد بوده و در مقالات متعددی بر روی آن بحث شده‌است.
فلسفه در کره توسط مکتب غربی تقسیم‌بندی شده‌است. این تقسیم‌بندی براساس نوعی ترکیب عملگرایانه از عقاید پیشروی متنوع در جنوب است که همراه با تغییرات به شدت متغیر از اقتدارگرایانه‌ی صلب گرفته تا رهیافت‌های عملگرایانه ترِ راحت‌تر و نرم‌تر از دهه ۱۹۹۰ میلادی به بعد می‌باشد.

## فلسفه پسا-۱۹۴۵ کره شمالی
در دورهٔ جمهوری‌خواهیِ پسا-۱۹۴۵ میلادی، در شمال، تفکر مارکسیسم-لنینیسم بر پایه افکار یانگبان که از نخبگان و جنگجویان دوران قدیم بوده‌است بنا شد.
تأثیر اصلی در کره شمالی از ۱۹۹۶ به بعد ناشی از مفهوم «روحیه درفش سرخ» بوده‌است. این نظام عقیدتی به مردم کره انگیزه می‌دهد تا بر مبنای اتکاء به خود و وفاداری مطلق به رهبر (سوریونگ) یک «کانگسونگ تائگوک» بسازند. این فلسفه توسط «سه جنرال مت پکتو»، ایجاد شده که به این افراد اشاره دارد: رهبر پیشین کره شمالی کیم جونگ-ایل، پدر وی کیم ایل-سونگ، و مادر طبیعی او کیم جونگ سوک. گرچه نشریات فلسفی اندکی در رابطه به این موضوع شناخته شده، اما ظاهراً مارکسیسم با یک ایدئولوژی بومی ملی‌گرایانه جایگزین شده‌است.

## فهرست فیلسوفان

### فیلسوفان آیین بودایی
- سیونگ نانگ (حدود قرن ۶ ام)
- وانچوک (۶۱۳–۶۹۶)
- ونهیو (۶۱۷–۶۸۶)
- ییسانگ (۶۲۵–۷۰۲)
- کیونیو (۹۲۳–۹۷۳)
- یچیون (۱۰۵۵–۱۱۰۱)
- جینول (۱۱۵۸–۱۲۱۰)

### فیلسوفان نئو-کنفوسیونیسم
- جونگ مونگ جو (۱۳۳۸–۱۳۹۲)
- جونگ دو جون (۱۳۴۲–۱۳۹۸)
- سو گیونگ دوک (۱۴۸۹–۱۵۴۶)
- یی یون-جیوک (۱۴۹۱–۱۵۵۳)
- جو سک (۱۵۰۱–۱۵۷۰)
- یی هوانگ (۱۵۰۱–۱۵۷۰)
- یی ای (۱۵۳۶–۱۵۸۴)
- جیونگ جی-دو (۱۶۴۹–۱۷۳۶)
- جیونگ یاک-یونگ (۱۷۶۲–۱۸۳۶)
- کیم جیونگ-هوی (۱۷۸۶–۱۸۵۶)